# Alex Haley
Alex Haley, all'anagrafe Alexander Murray Palmer Haley (Ithaca, 11 agosto 1921 – Seattle, 10 febbraio 1992), è stato un giornalista e scrittore statunitense.

## Biografia
Figlio di Simon Haley (professore di agraria alla Cornell University) e Berta Palmer (insegnante), Haley trascorse la fanciullezza a Henning nel Tennessee, dove la nonna Cynthia Murray gli raccontava storie di sette generazioni della famiglia, che rimasero molto impresse nel piccolo Haley e furono la base sulla quale lo scrittore elaborò poi il suo romanzo più famoso, Radici.
Sebbene figlio di insegnanti, Haley era poco interessato allo studio e smise a 15 anni; qualche anno dopo si arruolò nella guardia costiera dalla quale si congedò nel 1959, dopo venti anni di servizio. Successivamente lavorò come free-lance, carriera che aveva già intrapreso però con scarso successo durante il servizio per la guardia costiera, per il The New York Times magazine, Playboy e Reader's Digest. Il suo libro più conosciuto è Radici pubblicato nel 1977, dal quale fu tratta un'omonima miniserie televisiva del regista Gilbert Moses.
Radici, molto più di una saga familiare, racconta la storia dei suoi antenati della parte materna a partire da Kunta Kinte, l'africano catturato nell'attuale Gambia nel 1767 e deportato negli Stati Uniti come schiavo. Tra le altre opere si ricorda Un Natale diverso (1989), Autobiografia di Malcolm X (1965) e Queen (1993), per alcuni versi analogo a Radici, nel quale l'autore racconta la storia della sua famiglia dalla parte paterna a partire da un ancestrale irlandese James "Jamie" Jackson, ricco proprietario terriero dell'Alabama.
Mentre il suo sguardo si sofferma su ogni distrazione, ostinato nel voler fugare tensioni momentanee, Malcolm esce fuori dalla cabina fissandolo per interi secondi. Solo quando questi inarca le labbra in segno di cortesia, Alex raccoglie tutto il suo coraggio e gli si avvicina. «Sono Alex Haley,» dice molto sicuro di sé a quel tipo alto, dall’andatura felina e dal colore ramato. «Dovrei fare un reportage sui Musulmani neri per conto della Reader’s Digest.» L’altro avanza di qualche passo, tenendo le mani in tasca, leggero sulle grosse scarpe nere, guardandolo attraverso gli occhiali come un’aquila che avvista la sua preda.
Haley si sposò tre volte: con Nannie Branch (1941), dalla quale ha avuto due figli (Lydia Ann e William Alexander), con Juliette Collins (1964), dalla quale ha avuto una figlia (Cynthia Gertrude), e con Myra Lewis.

## Opere
- Autobiografia di Malcolm X (1965)
- Radici (Roots: The Saga of an American Family, 1976)
- A Different Kind of Christmas (1988)
- Queen: The Story of an American Family (1993)
- Mama Flora's Family (1998)